# Пырин, Михаил Семёнович
Михаил Семёнович Пырин (1874—1943) — русский художник, участник многих творческих объединений, педагог.

## Биография
Родился в 1874 году в деревне Ченцово Даниловского уезда Ярославской губернии.
Детство провёл в сильной нужде. Несмотря на это рисовать начал в дошкольном возрасте. Первые серьёзные уроки по искусству получил у художника-передвижника Богданова Ивана Петровича. В 1892 году успешно сдал экзамены в Московское училище живописи, ваяния и зодчества.
В училище преподавателями Пырина были известные передвижники: С. Коровин, В. Маковский, И. Прянишников, позднее — К. Савицкий и В. Серов. В 1899 работу Пырина «В гости» училище засчитало как дипломную и присвоило ему звание классного художника. Дипломанта наградили заграничной поездкой и в 1901 году Пырин уехал за границу в Европу. Здесь он знакомился с музеями Мюнхена, Дрездена, Берлина. В Италии он посетил Рим, Флоренцию, Венецию, Милан. В Париже Пырин некоторое время обучался в Академии Жюльена. Из-за границы Пырин привёз в Россию карандашные зарисовки.
Поселившись в Москве, в 1909 году он примкнул К «Союзу русских художников», на выставках которого он участвовал вплоть до последней, семнадцатой, состоявшейся в Москве в 1923 году. Также был экспонентом ТПХВ.
В годы Гражданской войны Пырин с семьёй уехал на родину в деревню Ченцово, где он провёл следующие шестнадцать лет. За эти годы ему пришлось трудиться на крестьянских работах, совмещая их с занятием искусством.
В 1932 году Пырин начал педагогическую работу. Сначала в школе рабочей молодёжи и на рабфаке под Ярославлем, а затем, в 1934 году, он был приглашен в Иваново главным преподавателем художественного училища.
Умер 26 декабря 1943 года.
Среди учеников Пырина — художник Юкин, Владимир Яковлевич.

## Труды
Художественное наследство Пырина находится в Русском музее в Санкт-Петербурге и в Третьяковской галерее в Москве, а также в музеях других городов: Иванова (большинство), Горького, Перми, Луганска, Курска и в частных коллекциях.

## Галерея

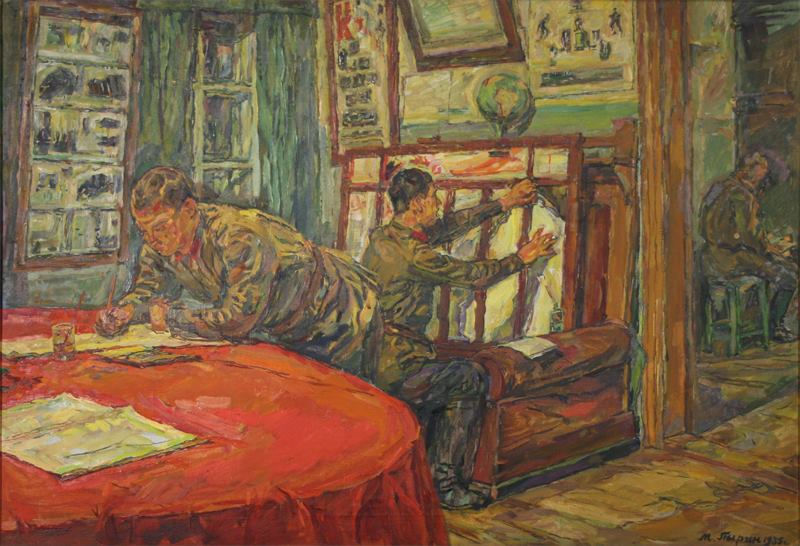
Пырин. Красноармейцы за составлением стенгазеты. 1933 г.
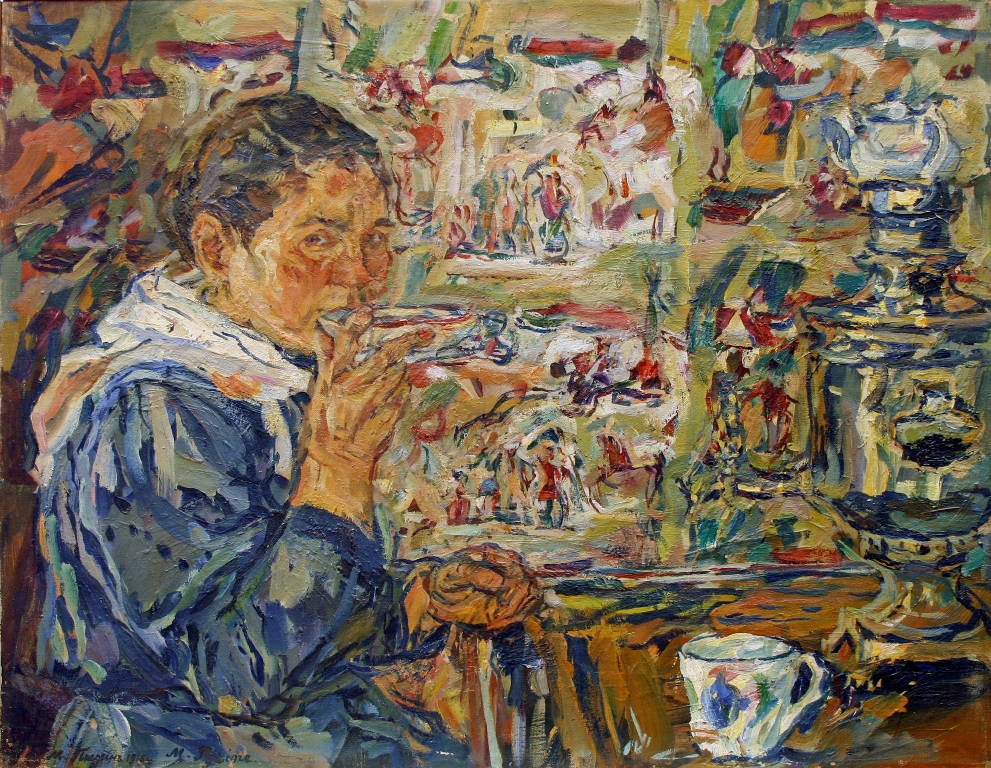
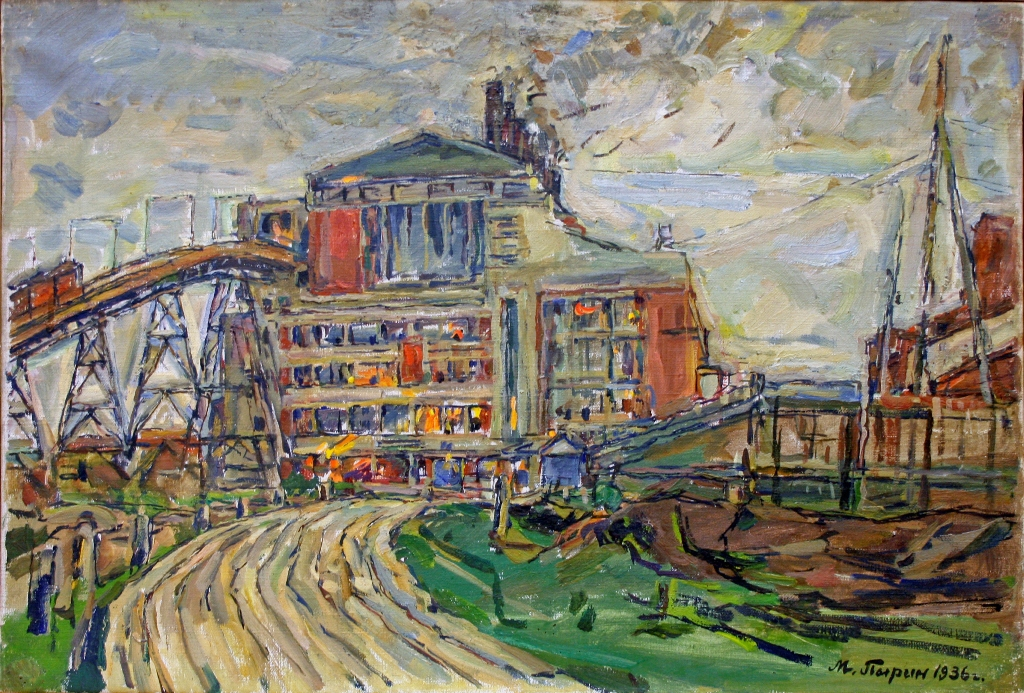